# マキシム・デランゲ
マキシム・デランゲ（Maxime Delanghe、2001年5月23日 - ）は、ベルギー・アッレ出身のサッカー選手。サークル・ブルッヘ所属。ポジションはGK。

## クラブ経歴
PSVアイントホーフェンの下部組織出身だが、トップチーム定着は叶わず、2022年8月4日、リールセ・ケンペンゾーネンへ移籍した。
2023年6月15日、ジュピラー・プロ・リーグに所属していたサークル・ブルッヘへ移籍し、2年契約を結んだ。

## タイトル
- KNVBカップ 2021-22